# Resolució 2104 del Consell de Seguretat de les Nacions Unides
La Resolució 2104 del Consell de Seguretat de les Nacions Unides fou adoptada per unanimitat el 29 de maig de 2013. Després de recordar la Resolució 2046 (2012), el Consell va acordar ampliar el mandat de la Força Provisional de Seguretat de les Nacions Unides per a Abyei (UNISFA) per mig any, fins al 30 de novembre de 2013 i va elevar el nombre d'efectius a 5.326, a petició d'ambdues parts.
El Consell lloa els esforços dels presidents del Sudan i del Sudan del Sud, Omar al-Bashir i Salva Kiir Mayardit, per desmilitaritzar la zona de frontera segura desmilitaritzada i organitzar el control conjunt de les fronteres, instant-los a que resolguin les seves diferències amb el diàleg i no pas la violència ni la provocació. També va observar que tot i que havia millorat l'estabilitat a Abyei, encara hi havia violència comunitària i que s'havia retardat la posada en marxa de la policia regional.